# Mesa megye
Mesa megye az Amerikai Egyesült Államokban, azon belül Colorado államban található. Megyeszékhelye és legnagyobb városa Grand Junction. Lakosainak száma 155 703 fő (2020. április 1.). Mesa megye Garfield, Montrose, San Juan, Delta, Gunnison, Pitkin és Grand megyékkel határos.

## Népesség
A megye népességének változása:
| Lakosok száma | 146 464 | 147 499 | 147 790 | 147 554 | 148 513 | 155 703 |
|               | 2010    | 2011    | 2012    | 2013    | 2015    | 2020    |